# جایزه انجمن بازیگران فیلم برای بهترین بازیگر نقش اول زن
جایزه انجمن بازیگران فیلم برای بهترین بازیگر نقش اول زن (انگلیسی: Screen Actors Guild Award for Outstanding Performance by a Female Actor in a Leading Role)، عنوان جایزه‌ای است که هر سال در مراسم انجمن بازیگران فیلم، به بهترین بازیگر نقش نخست زن اهدا می‌شود. جودی فاستر نخستین کسی بود که در سال ۱۹۹۵ این جایزه را برای بازی در فیلم نل کسب کرد.